# Helsinki Est

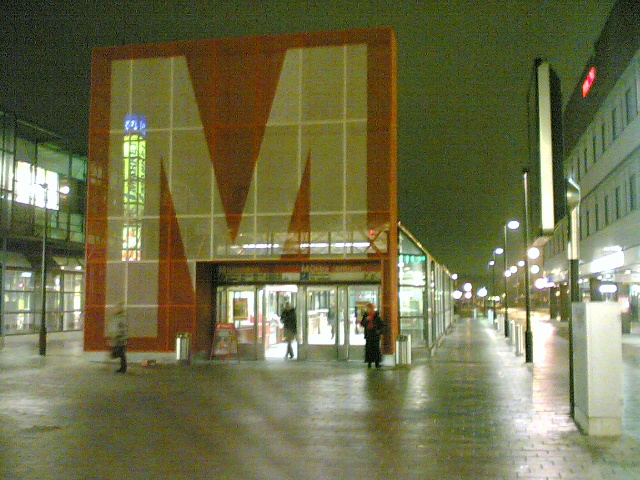
Entrata della stazione Itäkeskus. La Metropolitana di Helsinki forma il cuore dei trasporti pubblici di Helsinki Est.

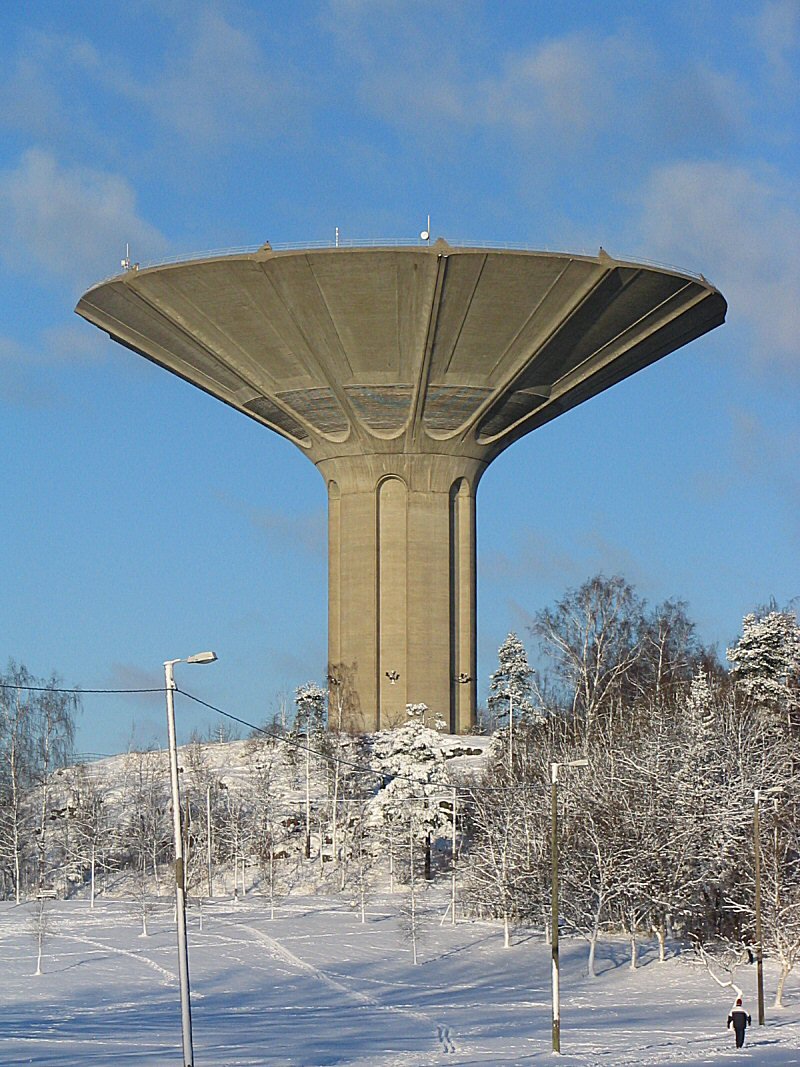
Torre dell'acquedotto di Roihuvuori.

Helsinki Est è un'area di Helsinki, la capitale della Finlandia, a cui ci si riferisce per comprendere i principali quartieri orientali e sud-orientali della città (suurpiiri in finlandese, stordistrikt in svedese), e che comprende i quartieri Vartiokylä, Myllypuro, Mellunkylä, Vuosaari, Herttoniemi, Laajasalo e Kulosaari. Ad eccezione di quest'ultimo, gli edifici della zona sono relativamente recenti (la gran parte risale agli anni sessanta) e la densità di popolazione è relativamente alta (eccetto la parte sud di Laajasalo e quasi tutto Kulosaari).
Helsinki Est ha avuto problemi di disoccupazione e povertà, anche perché gli immigrati e i rifugiati si concentrano nell'area, ricca di abitazioni concesse dallo stato. Tutto ciò ha portato alla concezione popolare di Helsinki Est come luogo problematico, il che non è necessariamente vero.
Il trasporto pubblico a Helsinki Est è organizzato principalmente tramite la Metropolitana di Helsinki, gran parte delle cui fermate si trovano nella zona. Il maggiore centro commerciale dei paesi nordici, Itäkeskus ("centro est"), è situato presso il centro geografico di Helsinki Est, e qui vi sono concentrati anche molti servizi pubblici e commerciali per l'area.
In questa zona avverrà un grande cambiamento nelle infrastrutture, con il completamento del Porto di Vuosaari, in progetto per il 2008. La maggior parte delle infrastrutture portuali di Helsinki verrà spostata al nuovo porto marittimo, che contribuirà a creare nuove attività economiche e a lasciare libere nuove aree per lo sviluppo in altre parti della città.

## Demografia
Nel 2005, i principali quartieri a est e sud-est di Helsinki contavano una popolazione di 145.321 persone, e il quartiere maggiore risultava essere Mellunkylä con una popolazione di 36.360 persone. Il 10,2% della popolazione di questi quartieri risulta essere di origine straniera, e questa concentrazione è molto maggiore di ogni altra zona di Helsinki. L'84,9% della popolazione di Helsinki Est parla finlandese come lingua madre, il 5,4% parla svedese e il 9,7% ha un'altra lingua come lingua madre. Le lingua più comuni dopo finlandese e svedese sono russo, estone, somali e inglese.
I grandi quartieri orientali hanno un tasso di disoccupazione di circa il 12%, maggiore delle altre zone della capitale finlandese, mentre i quartieri sud-orientali sono più vicini alla media di circa il 9%. Circa una persona ogni dieci a Helsinki Est riceve sovvenzioni dallo stato; a Mellunkylä, dove la situazione è più problematica, il tasso è del 14,9% (a scopo di confronto, a Lauttasaari, Helsinki Ovest, il tasso è solo del 3,8%).

## Quartieri

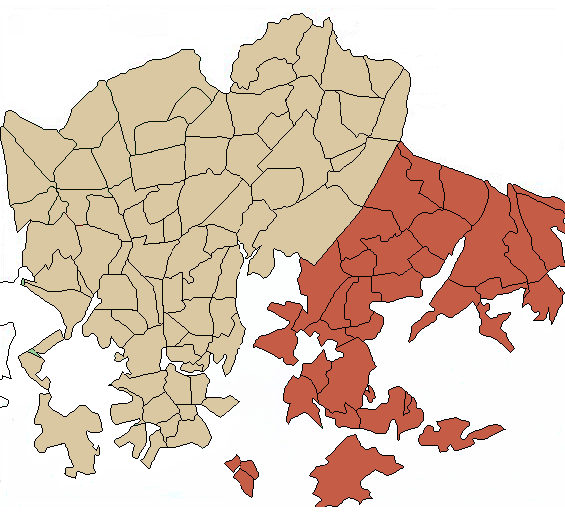
Mappa dei quartieri di Helsinki Est

| Quartiere               | Popolazione | Area (km²) | Densità (per km²) | Tasso di disoccupazione |
| ----------------------- | ----------- | ---------- | ----------------- | ----------------------- |
| Herttoniemi (Hertonäs)  | 26.333      | 6,79       | 3.873             | 10,8%                   |
| Kulosaari (Brändö)      | 3.791       | 2,47       | 1.535             | 5,7%                    |
| Laajasalo (Degerö)      | 16.486      | 16,55      | 995               | 7,8%                    |
| Mellunkylä (Mellungsby) | 36.360      | 9,9        | 3.673             | 13,6%                   |
| Myllypuro (Kvarnbäcken) | 9.189       | 2,19       | 4.196             | 14,3%                   |
| Vartiokylä (Botby)      | 21.214      | 7,84       | 2.662             | 10,9%                   |
| Vuosaari (Nordsjö)      | 31.948      | 15,38      | 2.077             | 11,7%                   |

## Helsinki Est nella cultura di massa
Molti artisti hip hop finlandesi, come Iso H, Steen1 e Notkea Rotta, provengono da Helsinki Est. Alcuni di essi, specialmente Steen1, nei loro testi impiegano temi politici, focalizzandosi sui problemi dei quartieri orientali della capitale.
L'acquedotto di Roihuvori, costruito negli anni settanta, visibile da quasi tutta Helsinki Est, è divenuto simbolo dell'area. È utilizzato come mezzo nei film e nelle serie TV finlandesi per mostrare che gli eventi sono girati a Helsinki Est.
È anche conoscenza comune in un contesto culturale popolare più ampio che una squadra di hockey su ghiaccio professionista, Jokerit, ha gran parte dei suoi sostenitori a Helsinki Est.